# Teorema d'immersió de Nash
Els teoremes d'immersió de Nash (o teoremes d'immersió), anomenats així en honor a John Forbes Nash Jr., afirmen que cada varietat de Riemann pot ser isomètricament immers en algun espai euclidià. Isomètric significa preservar la longitud de cada camí. Per exemple, doblegar però ni estirar ni trencar una pàgina de paper dona una immersió isomètrica de la pàgina a l'espai euclidià perquè les corbes dibuixades a la pàgina mantenen la mateixa longitud d'arc però la pàgina està doblegada.
El primer teorema és per a immersions derivables contínuament (C1) i el segon per a immersions que són analítiques o llises de la classe Ck, 3 ≤ k ≤ ∞. Aquests dos teoremes són molt diferents entre si. El primer teorema té una demostració molt senzilla però condueix a algunes conclusions contraintuïtives, mentre que el segon teorema té una demostració tècnica i contraintuïtiva però condueix a un resultat menys sorprenent.
El teorema C1 es va publicar el 1954, i el teorema Ck el 1956. El teorema analític real va ser tractat per primera vegada per Nash el 1966; el seu argument va ser simplificat considerablement per [Greene, Jacobowitz 1971] (Élie Cartan i Maurice Janet van demostrar una versió local d'aquest resultat a la dècada del 1920). En el cas analític real, els operadors de llisor (vegeu més avall) en l'argument de la funció inversa de Nash es poden substituir segons estimacions de Cauchy. La demostració de Nash del cas Ck es va extrapolar més tard al principi h i al teorema de la funció implícita de Nash-Moser. Una demostració més senzilla del segon teorema d'immersió de Nash va ser obtinguda per [Günther 1989] qui va reduir el conjunt d'equacions diferencials parcials no lineals a un sistema el·líptic, al qual es podria aplicar el teorema de mapeig de contracció.

## Teorema de Nash-Kuiper (teorema d'immersióC1)
Donada una varietat Riemanniana m-dimensional (M, g), una immersió isomètrica és una immersió topològica contínuament diferenciable f: M → ℝn de manera que el pullback de la mètrica euclidiana sigui igual a g. En termes analítics, això es pot veure (amb relació a un gràfic de coordenades x) com un sistema de moltes 12m(m + 1) equacions diferencials parcials de primer ordre per a n funcions desconegudes (de valor real):
{\displaystyle g_{ij}(x)=\sum _{\alpha =1}^{n}{\frac {\partial f^{\alpha }}{\partial x^{i}}}{\frac {\partial f^{\alpha }}{\partial x^{j}}}.}
Si n és menor que 12m(m + 1), aleshores hi ha més equacions que incògnites. Des d'aquesta perspectiva, es considera sorprenent l'existència d'immersions isomètriques donades pel següent teorema:
El teorema va ser provat originalment per John Nash amb la condició més feble n ≥ m + 2. El seu mètode va ser modificat per Nicolaas Kuiper per obtenir el teorema anterior.
Les immersions isomètriques produïdes pel teorema de Nash-Kuiper sovint es consideren contraintuïtives i patològiques. Sovint no poden ser diferenciables sense problemes. Per exemple, un teorema conegut de David Hilbert afirma que el pla hiperbòlic no es pot immergir isomètricament de manera suau en ℝ3 . Qualsevol varietat d'Einstein d'escalar de curvatura negativa no es pot immergir isomètricament com una hipersuperfície, i un teorema de Shiing-Shen Chern i Kuiper diuen fins i tot que qualsevol varietat m-dimensional tancada de curvatura seccional no positiva no es pot immergir isomètricament en ℝ 2m – 1. A més, algunes immersions isomètriques llises presenten fenòmens de rigidesa que són violats en gran manera per l'elecció sense restriccions de f al teorema de Nash-Kuiper. Per exemple, la imatge de qualsevol immersió d'hipersuperfície isomètrica llisa de l'esfera rodona ha de ser ella mateixa una esfera rodona. Per contra, el teorema de Nash-Kuiper assegura l'existència d'immersions isomètriques d'hipersuperfície contínuament diferenciables de l'esfera rodona que són arbitràriament properes (per exemple) a una immersió topològica de l'esfera com un petit el·lipsoide.
Qualsevol varietat bidimensional tancada i orientada es pot immergir sense problemes a ℝ3. Qualsevol immersió d'aquest tipus es pot escalar mitjançant una constant arbitràriament petita de manera que esdevingui curta, en relació amb qualsevol mètrica riemanniana donada a la superfície. Del teorema de Nash-Kuiper es desprèn que hi ha immersions isomètriques contínuament diferenciable de qualsevol superfície riemanniana on el radi d'una bola circumscrita és arbitràriament petit. Per contra, cap superfície tancada de corba negativa es pot ni tan sols immergir de manera isomètrica uniformement a ℝ3. A més, per a qualsevol immersióó isomètrica llisa (o fins i tot C2) d'una superfície riemanniana tancada arbitrària, hi ha un límit inferior quantitatiu (positiu) al radi d'un bola circumscrita en termes d'àrea superficial i curvatura de la mètrica immersa.
En dimensions superiors, com es desprèn del teorema d'immersió de Whitney, el teorema de Nash-Kuiper mostra que qualsevol varietat Riemanniana m-dimensional tancada admet una immersió isomètrica contínuament diferenciable en un «barri arbitràriament petit» a l'espai euclidià de 2m dimensions. Encara que el teorema de Whitney també s'aplica a varietats no compactes, aquestes immersions no es poden escalar simplement amb una petita constant per tal que es facin curtes. Nash va demostrar que cada varietat Riemanniana m-dimensional admet una immersió isomètrica contínuament diferenciable en ℝ2m + 1.
En el moment del treball de Nash, el seu teorema es considerava com una curiositat matemàtica. El resultat en si no ha trobat aplicacions importants. Tanmateix, el mètode de demostració de Nash va ser adaptat per Camillo De Lellis i László Székelyhidi per construir solucions de baixa regularitat, amb energia cinètica prescrita, de l'equació d'Euler de l'estudi matemàtic de mecànica de fluids. En termes analítics, les equacions d'Euler tenen una similitud formal amb les equacions d'immersió isomètriques, mitjançant la no linealitat quadràtica en les primeres derivades de la funció desconeguda. Les idees de la demostració de Nash van ser abstraïdes per Mikhael Gromov al principi d'integració convexa, amb un principi h. Això va ser aplicat per Stefan Müller i Vladimír Šverák al Dinovè Problema de Hilbert, construint minimitzadors de diferenciabilitat mínima en el càlcul de variacions.

## Teorema d'immersióCk
La declaració tècnica que apareix al document original de Nash és la següent:
És a dir, ƒ és una immersió de varietats Ck i per cada punt p de M, la derivada dƒp és un mapa lineal de l'espai tangent  TpM a Rn que és compatible amb el producte interior donat a TpM i el producte de punts estàndard de Rn a el sentit següent:
{\displaystyle \langle u,v\rangle =df_{p}(u)\cdot df_{p}(v)}
per a tots els vectors u, v a TpM. Quan n és més gran que 12m(m + 1), aquest és un sistema subdeterminat d'equació diferencial en derivades parcials (EDP).
El teorema d'immersió de Nash és un teorema global en el sentit que tota la varietat està immersa a Rn. Un teorema d'immersió local és molt més senzill i es pot demostrar utilitzant el teorema de la funció implícita del càlcul avançat en un veïnatge de coordenades de la varietat. La demostració del teorema d'immersió global es basa en el teorema de la funció implícita de Nash per a les immersions isomètriques. Aquest teorema ha estat generalitzat per una sèrie d'altres autors a contextos abstractes, on es coneix com a teorema de Nash-Moser. La idea bàsica en la demostració del teorema de la funció implícita de Nash és l'ús del mètode de Newton per construir solucions. El mètode estàndard de Newton no aconsegueix convergir quan s'aplica al sistema; Nash utilitza operadors de suavització definits per convolució per fer convergir la iteració de Newton: aquest és el mètode de Newton amb postcondicionament. El fet que aquesta tècnica proporcioni una solució és en si mateix un teorema d'existència i d'interès independent. En altres contextos, la convergència del mètode estàndard de Newton havia estat provat anteriorment per Leonid Kantoróvitx.